# Neocallichirus indica
Neocallichirus indica är en kräftdjursart som först beskrevs av De Man 1905.  Neocallichirus indica ingår i släktet Neocallichirus och familjen Callianassidae. Inga underarter finns listade i Catalogue of Life.